# Pietro Colonnella
Pietro Colonnella (Acquaviva Picena, 19 febbraio 1956) è un politico italiano, presidente della Provincia di Ascoli Piceno dal 1995 al 2004 e Sottosegretario agli Affari Regionali e Autonomie Locali del Governo Prodi II dal 2006 al 2008.

## Biografia
Diplomato all'Istituto Tecnico Industriale "Montani" di Fermo ha frequentato la facoltà di psicologia a Padova e la facoltà di scienze politiche a Macerata. Consigliere comunale e capogruppo del PCI a San Benedetto del Tronto dal 1983 al 1988, è stato segretario provinciale ad Ascoli Piceno dal 1989 al 1991. Viene eletto Presidente della provincia di Ascoli Piceno il 7 maggio del 1995.
Nel 1999 è stato rieletto per il secondo mandato da Presidente, fino al 2004.
Nel 2004 è stato eletto consigliere provinciale tra le file dei Democratici di Sinistra, candidato al Senato alle elezioni politiche del 2006 è entrato a far parte del secondo governo Prodi in qualità di sottosegretario alla Presidenza del Consiglio dei Ministri con delega agli Affari Regionali ed Enti Locali.
Nel 2007 è risultato eletto alle elezioni primarie del Partito Democratico del 14 ottobre, in veste di capolista della lista "Con Veltroni. Ambiente, innovazione, lavoro" nel collegio di San Benedetto del Tronto.
Nel 2011 diventa presidente del Corecom della Marche, carica che manterrà fino al 2016.